# Juno Award/Adult Alternative Album of the Year
Der Juno Award for Adult Alternative Album of the Year wird von der Canadian Academy of Recording Arts and Sciences (CARAS) seit 2005 im Rahmen der Juno Awards vergeben. Der Award richtet sich an kanadische Künstler, die dem Genre Adult Alternative zugerechnet werden.

## Gewinner und Nominierte
| Jahr | Sieger        | Album                          | Nominierungens | EN    |
| ---- | ------------- | ------------------------------ | --- | ----- |
| 2005 | Sarah Harmer  | All of Our Names               | - Sarah Slean, Day One - Matt Mays, Matt Mays - Ron Sexsmith, Retriever - Rufus Wainwright, Want Two                                                      |       |
| 2006 | Neil Young    | Prairie Wind                   | - Blue Rodeo, Are You Ready - Luke Doucet, Broken (and other rogue states) - Kathleen Edwards, Back to Me - Low Millions, Ex-Girlfriends                  |       |
| 2007 | Jim Cuddy     | The Light That Guides You Home | - Sarah Harmer, I'm a Mountain - Matt Mays, When the Angels Make Contact - Ron Sexsmith, Time Being - Neil Young, Living with War                         |       |
| 2008 | Blue Rodeo    | Small Miracles                 | - Tom Cochrane, No Stranger - Jeremy Fisher, Goodbye Blue Monday - Rufus Wainwright, Release the Stars - Neil Young, Chrome Dreams II                     |       |
| 2009 | Serena Ryder  | Is It O.K.                     | - Kathleen Edwards, Asking for Flowers - Ron Sexsmith, Exit Strategy of the Soul - Sarah Slean, The Baroness - Hawksley Workman, Between the Beautifuls   |       |
| 2010 | Joel Plaskett | Three                          | - Howie Beck, How to Fall Down in Public - Cuff the Duke, Way Down Here - Amy Millan, Masters of the Burial - 1977, Nineteen Seventy-Seven                |       |
| 2011 | Neil Young    | Le Noise                       | - Black Dub, Black Dub - Luke Doucet and the White Falcon, Steel City Trawler - Sarah Harmer, Oh Little Fire - Justin Nozuka, You I Wind Land and Sea     |       |
| 2012 | Feist         | Metals                         | - Jim Cuddy, Skyscraper Soul - Cuff the Duke, Morning Comes - Jenn Grant, Honeymoon Punch - Ron Sexsmith, Long Player Late Bloomer                        |       |
| 2013 | Serena Ryder  | Harmony                        | - Bahamas, Barchords - The Barr Brothers, The Barr Brothers - Kathleen Edwards, Voyageur - Royal Wood, We Were Born to Glory                              |       |
| 2014 | Ron Sexsmith  | Forever Endeavour              | - A. C. Newman, Shut Down the Streets - Basia Bulat, Tall Tall Shadow - Hayden, Us Alone - The Sadies, Internal Sounds                                    |       |
| 2015 | Bahamas       | Bahamas Is Afie                | - The Barr Brothers, Sleeping Operator - Leonard Cohen, Popular Problems - Jeremy Fisher, The Lemon Squeeze - Jenn Grant, Compostela                      |       |
| 2016 | Whitehorse    | Leave No Bridge Unburned       | - Tobias Jesso Jr., Goon - Mo Kenney, In My Dreams - Joel Plaskett, The Park Avenue Sobriety Test - Daniel Romano, If I've Only One Time Askin‘           |       |
| 2017 | Gord Downie   | Secret Path                    | - Basia Bulat, Good Advice - Wintersleep, The Great Detachment - Leonard Cohen, You Want It Darker - Andy Shauf, The Party                                |       |
| 2018 | Gord Downie   | Introduce Yerself              | - Leif Vollebekk, Twin Solitude - Terra Lightfoot, New Mistakes - Timber Timbre, Sincerely, Future Pollution - Whitehorse, Panther in the Dollhouse       | [ 2 ] |
| 2019 | Bahamas       | Earthtones                     | - The Barr Brothers, Queens of the Breakers - Dan Mangan, More or Less - Rhye, Blood - Gabrielle Shonk, Gabrielle Shonk                                   | [ 3 ] |
| 2020 | Half Moon Run | A Blemish in the Great Light   | - City and Colour, A Pill for Loneliness - Leonard Cohen, Thanks for the Dance - iskwē, acākosīk - Patrick Watson, Wave                                   | [ 4 ] |
| 2021 | Bahamas       | Sad Hunk                       | - Begonia, Fear - Basia Bulat, Are You in Love? - Sarah Harmer, Are You Gone - Rufus Wainwright, Unfollow the Rules                                       |       |
| 2022 | Bahamas       | Sad Hunk                       | - Andy Shauf, Wilds - Bahamas, Live to Tape: Volume I - Hannah Georgas, All That Emotion - The Weather Station, Ignorance                                 |       |
| 2023 | The Sadies    | Colder Streams                 | - Altameda, Born Losers - Basia Bulat, The Garden - Dan Mangan, Being Somewhere - The Weather Station, How Is It That I Should Look at the Stars          |       |
| 2024 | Feist         | Multitudes                     | - Begonia – Powder Blue - Jeremy Dutcher – Motewolonuok - Hayden – Are We Good - Shawnee Kish – Revolution                                                |       |
| 2025 | Elisapie      | Inuktitut                      | - Terra Lightfoot – Healing Power - The Secret Beach – We Were Born Here – What's Your Excuse? - Leif Vollebekk – Revelation - Wild Rivers – Never Better |       |